# Outger Rep
Pour les articles homonymes, voir Rep.
Outger Rep est un navigateur hollandais du XVIIIe qui a laissé son nom à divers lieux du Svalbard.

## Biographie

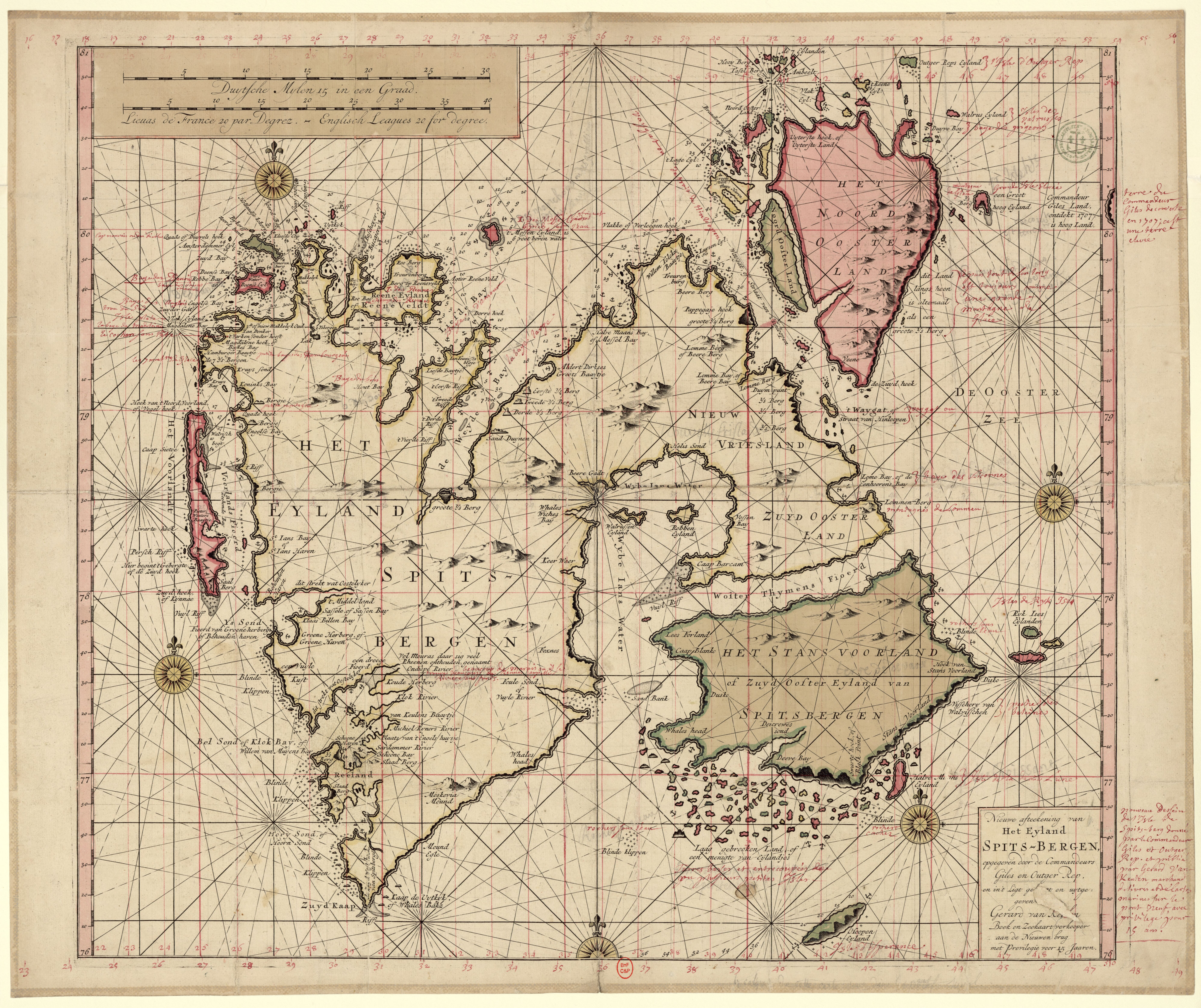
Carte du Svalbard par Johannes van Keulen établie en 1714 après les voyages de Giles et Rep

Originaire de Oostzaan, capitaine de baleiniers, il voyage en 1707 de conserve avec Cornelis Giles au Svalbard, voyage durant lequel Giles aperçu la fameuse Terre de Gillis qui restera légendaire jusqu'à sa découverte réelle au XIXe siècle. Les deux hommes visitent Lågøya qu'ils nomment sur la carte qu'ils établissent t 'Lage AEL et relève le Kobbefjorden.

## Lieux nommés en son honneur[3]
- Nordre Repøya
- Søre Repøya